# Tevriz
Tevriz (in russo Тевриз?) è un insediamento operaio dell'oblast' di Omsk, in Russia, nella parte sud della Siberia Occidentale. È il centro amministrativo del distretto Tevrizskij.
Si trova sulla riva sinistra del fiume Irtyš, 460 km a nord di Omsk.